# Foxtrot (album Genesis)
Foxtrot – album brytyjskiego zespołu Genesis, wydany w roku 1972. Zaliczany do albumów reprezentujących styl rocka symfonicznego i rocka progresywnego.

## Utwory
Wszystkie utwory napisane przez Genesis.
| 1. | Watcher of the Skies            | 7:19  |
|    |                                 |       |
| 2. | Time Table                      | 4:40  |
|    |                                 |       |
| 3. | Get ’Em Out by Friday           | 8:35  |
|    |                                 |       |
| 4. | Can-Utility and the Coastliners | 5:43  |
|    |                                 |       |
| 5. | Horizons                        | 1:38  |
|    |                                 |       |
| 6. | Supper’s Ready                  | 22:58 |
|    |                                 |       |
|    |                                 | 50:53 |
|    |                                 |       |

## Twórcy
- Tony Banks – instrumenty klawiszowe: organy, fortepian, melotron, gitara
- Phil Collins – perkusja, śpiew
- Peter Gabriel – śpiew, flet, wiolonczela, instrumenty perkusyjne
- Steve Hackett – gitara
- Mike Rutherford – gitara basowa, gitara
- David Hitchcock – producent
- Gruggy Woof – producent
- John Burns – inżynier